# Хуалянь

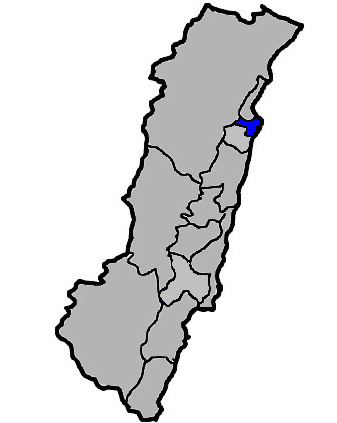
Город на карте уезда

Хуалянь (кит. упр. 花蓮市, пиньинь Huāliánshì, палл. хуа лянь ши) — город в Китайской Республике, столица одноименного уезда Хуалянь. Расположен на берегу Тихого океана на восточном берегу острова Тайвань. Население составляет около 110,000 жителей.
Город посещает много туристов, направляющихся в национальный парк Тароко.

## История
По Летописи Хуаляньского уезда (花蓮縣志), город изначально назывался Килай (кит. упр. 奇萊, пиньинь Jīlái, палл. Цзилай, тайваньское, Kî-lâi; яп. きらい Кирай). Так как японское произношение «Кирай» означает «ненавидеть» (嫌い), из соображений благозвучности японская администрация в XX веке заменила название города на Карэн (花蓮; かれん). После Второй мировой войны то же самое японское название стало читаться по-китайски Хуалянь.
С 1622 испанцы построили здесь шахты, но постоянное поселение возникло в 1851. Поначалу здесь обитало 2,200 китайцев. Это были крестьяне из Тайбэя, которые пришли сюда под предводительством Хуан Афэна (黃阿鳳). Новая группу переселенцев во главе с Линь Цаньанем (林蒼安) пришла из земли Илань в 1875.
Во время Японо-Китайской войны (1894—1895) город заняли японцы, но их количество было незначительным.
Город стал расширяться с 1912 года.

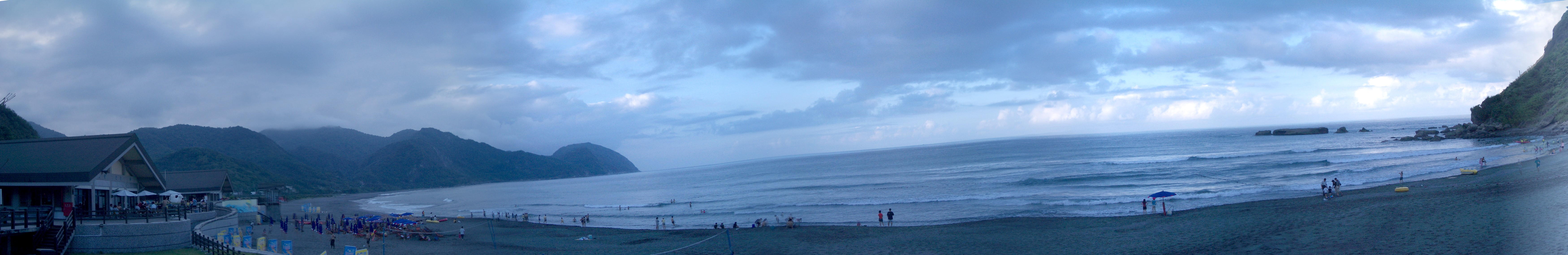
Пляж Цзици, панорама

3 апреля 2024 при городе произошло землетрясение силой 7,4 балла.

## Структура территорий городского подчинения
В состав городского муниципалитета входят 45 деревень (里), объединённых в 6 управлений.

## Транспорт

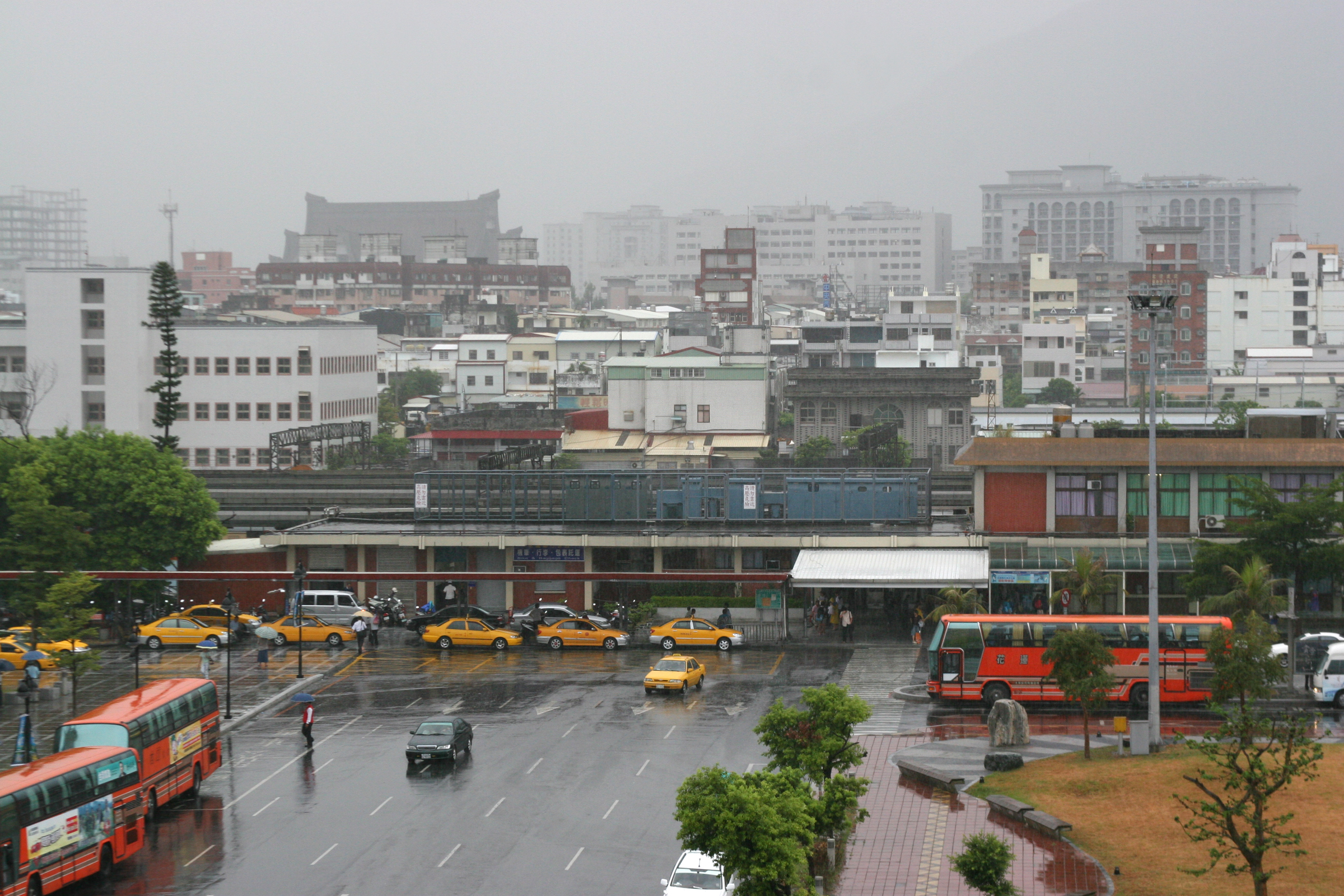
Вокзал

Хуалянь связан с другими районами страны железной дорогой, экспресс соединяет город со столицей Тайбэй.
Около города расположен аэропорт для внутренних линий.
Имеются скоростные автодороги с автобусным сообщением, включая дорогу через горную часть острова к западному побережью (в Тайчжун).
Порт в Хуаляне прошёл заключительный этап проверок в рамках процедуры сертификации на получение сертификата и статуса «экопорта» от Европейской организации морских портов в ноябре 2016 года.

## Демография
В городе проживают также тайваньские аборигены, преимущественно племён ами, атаял и бунун.

## Климат
Температура летом: 25 °C-32 °C (77 °F-89 °F)

Температура зимой: 15 °C-21 °C (59 °F-70 °F)

Среднегодовая температура: 24 °C (75 °F)

Среднегодовое количество осадков: 2000 mm

Тайфун бывает в период с июня по сентябрь, иногда даже два тайфуна в год.

## Образование и культура
В городе 3 университета, 12 школ старших классов, 4 школы средних классов и 16 начальных школ, 37 церквей и 31 храм. Есть также буддийский университет Цзу Чи и университетский городок Дунхуа Мэйлунь.

## Медицина

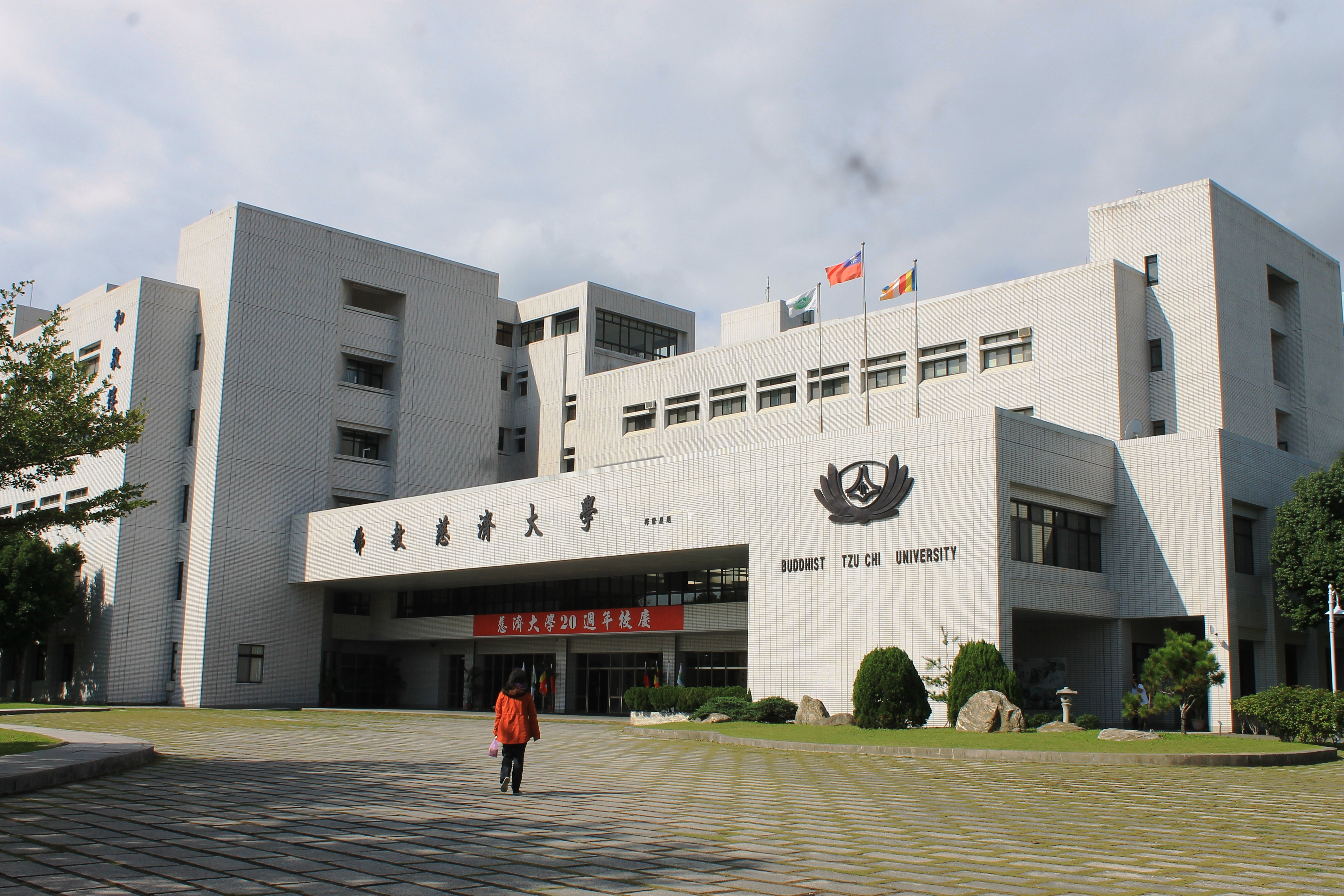
Университет Цзу Чи

- Hualien Tzu Chi Medical Center. Архивировано из оригинала 26 апреля 2009 года. (First Medical Center in Eastern Taiwan)
- Mennonite Christian Hospital. Архивировано из оригинала 29 апреля 2009 года.
- Hualien Hospital, Department of Health, Execusive Yuan. Архивировано из оригинала 17 октября 2006 года.

## Города-побратимы
Городами-побратимами Хуаляня являются:
- Ульсан, Республика Корея (1982)
- Йонагуни, Япония (1982)
- Альбукерке, США (1983)
- Белвью, США (1984)

## Достопримечательности
- Береговая смотровая площадка
- Парк на северном взморье (Bei Bin Park)
- Рыбный рынок
- Парк на южном взморье
- Ночной рынок
- Горный парк Мэйлунь
- Апельсиновый сад
- Музей скульптуры
- Торговые ряды изделий культуры у Старой Железной Дороги
- Улица искусственных скал
- Павильон Цзинсы (тихого размышления) буддийской организации Цзучи
- Farglory Ocean Park  — парк аттракционов с дельфинарием недалеко от города